# Молочай довгорогий
Молоча́й довгоро́гий (Euphorbia macroceras) — отруйна багаторічна рослина з родини молочайні, ендемік Кавказу. Декоративна культура.

## Опис
Розлогий кущ заввишки 70 см. Стебла міцні, облиснені, червонуваті, закінчуються численними суцвіттями-зонтиками. Листки прості, видовжені, темно-зеленого кольору. Квітки жовті. Молочай довгорогий квітне в червні-липні.

## Поширення
Рослина зустрічається переважно на північний схилах головного хребта Великого Кавказу, охороняється у Кавказькому заповіднику (Росія). Окрема популяція зафіксована на південних схилах на території Грузії.

## Екологія
Надає перевагу пухким, плодючим ґрунтам, на перезволожених і тяжких ґрунтах взимку вимокає. Зростає поодинці під кронами дерев або у напівзатінку, за недостатнього освітлення дає багато пагонів, проте мало квітів. Розмножується вегетативно (поділом кущів навесні або в кінці літа) і насінням. Плодоносить рясно (до 180 насінин на одну особину), дає масовий самосів. Восени після відмирання пагонів над землею з'являється червонувате стебло, яке зимує у вигляді притиснутої до землі петлі.

## Використання
Молочай використовується як декоративна рослина. Привабливий вигляд має протягом усього вегетаційного сезону — з ранньої весни до пізньої осені. Висаджують цей вид поодинці, невеликими групами по 3-5 особин або стрічками вздовж бордюрів. Рослини придатні для виготовлення букетів.